# A Manchester City FC 1920–1921-es szezonja
A Manchester City az 1920–1921-es szezonban a bajnokságban a 2. helyen végzett.

## First Divison
| Dátum                | Ellenfél             | H / A | Helyszín        | Eredmény LG – KG | Gólszerzők                | Nézőszám |
| -------------------- | -------------------- | ----- | --------------- | ---------------- | ------------------------- | -------- |
| 1920. augusztus 28.  | Liverpool            | A     | Anfield         | 2 – 4            | Goodwin, Browell          | 30 000   |
| 1920. augusztus 30.  | Aston Villa          | H     | Hyde Road       | 3 – 1            | Browell (2), Murphy       | 40 000   |
| 1920. szeptember 4.  | Liverpool            | H     | Hyde Road       | 3 – 2            | Browell (3)               | 30 000   |
| 1920. szeptember 6.  | Aston Villa          | A     | Villa Park      | 1 – 3            | Murphy                    | 14 000   |
| 1920. szeptember 11. | Arsenal              | A     | Highbury        | 1 – 2            | Browell                   | 42 000   |
| 1920. szeptember 18. | Arsenal              | H     | Hyde Road       | 3 – 1            | Browell, Barnes, Murphy   | 30 000   |
| 1920. szeptember 25. | Bolton Wanderers     | A     | Burnden Park    | 0 – 3            |                           | 50 000   |
| 1920. október 2.     | Bolton Wanderers     | H     | Hyde Road       | 3 – 1            | Woodcock, Fayers, Browell | 40 000   |
| 1920. október 9.     | Derby County         | A     | Baseball Ground | 0 – 3            |                           | 20 000   |
| 1920. október 16.    | Derby County         | H     | Hyde Road       | 0 – 0            |                           | 35 000   |
| 1920. október 23.    | Blackburn Rovers     | A     | Ewood Park      | 2 – 0            | Woodcock, Johnson         | 30 000   |
| 1920. október 30.    | Blackburn Rovers     | H     | Hyde Road       | 0 – 0            |                           | 35 000   |
| 1920. november 6.    | Huddersfield Town    | A     | Leeds Road      | 1 – 0            | Barnes                    | 22 000   |
| 1920. november 13.   | Huddersfield Town    | H     | Hyde Road       | 3 – 2            | Browell (2), Fayers       | 30 000   |
| 1920. november 20.   | Manchester United    | A     | Old Trafford    | 1 – 1            | Barnes                    | 66 000   |
| 1920. november 27.   | Manchester United    | H     | Hyde Road       | 3 – 0            | Browell, Barnes, Murphy   | 40 000   |
| 1920. december 4.    | Bradford City        | A     | Valley Parade   | 2 – 1            | Murphy, Browell           | 20 000   |
| 1920. december 11.   | Bradford City        | H     | Hyde Road       | 1 – 0            | Browell                   | 30 000   |
| 1920. december 18.   | Sunderland           | A     | Roker Park      | 0 – 1            |                           | 18 000   |
| 1920. december 25.   | West Bromwich Albion | H     | Hyde Road       | 4 – 0            | Browell (2), Barnes (2)   | 30 000   |
| 1920. december 27.   | West Bromwich Albion | A     | The Hawthorns   | 2 – 2            | Browell (2)               | 40 000   |
| 1921. január 1.      | Sunderland           | H     | Hyde Road       | 3 – 1            | Murphy (2), Browell       | 40 000   |
| 1921. január 15.     | Chelsea              | A     | Stamford Bridge | 1 – 2            | Murphy                    | 35 000   |
| 1921. január 22.     | Chelsea              | H     | Hyde Road       | 1 – 0            | Browell                   | 30 000   |
| 1921. február 5.     | Everton              | A     | Goodison Park   | 0 – 3            |                           | 35 000   |
| 1921. február 12.    | Tottenham Hotspur    | A     | White Hart Lane | 0 – 2            |                           | 35 000   |
| 1921. február 23.    | Everton              | H     | Hyde Road       | 2 – 0            | Browell (2)               | 2 000    |
| 1921. február 26.    | Oldham Athletic      | A     | Boundary Park   | 0 – 2            |                           | 30 000   |
| 1921. március 5.     | Oldham Athletic      | H     | Hyde Road       | 3 – 1            | Browell, Johnson, Barnes  | 16 000   |
| 1921. március 9.     | Tottenham Hotspur    | H     | Hyde Road       | 2 – 0            | Browell, Barnes           | 35 000   |
| 1921. március 12.    | Preston North End    | A     | Deepdale        | 1 – 0            | Fayers                    | 18 000   |
| 1921. március 25.    | Middlesbrough        | H     | Hyde Road       | 2 – 1            | Johnson, Barnes           | 30 000   |
| 1921. március 26.    | Burnley              | H     | Hyde Road       | 3 – 0            | Barnes (2), Johnson       | 50 155   |
| 1921. március 28.    | Middlesbrough        | A     | Ayresome Park   | 1 – 3            | Browell                   | 29 000   |
| 1921. április 2.     | Burnley              | A     | Turf Moor       | 1 – 2            | Fayers                    | 40 000   |
| 1921. április 9.     | Sheffield United     | H     | Hyde Road       | 2 – 1            | Browell, Johnson          | 20 000   |
| 1921. április 16.    | Sheffield United     | A     | Bramall Lane    | 1 – 1            | Barnes                    | 23 000   |
| 1921. április 20.    | Preston North End    | H     | Hyde Road       | 5 – 1            | Browell (3), Barnes (2)   | 20 000   |
| 1921. április 23.    | Bradord Park Avenue  | H     | Hyde Road       | 1 – 0            | Browell                   | 25 000   |
| 1921. április 30.    | Bradord Park Avenue  | A     | Park Avenue     | 2 – 1            | Fayers, Barnes            | 10 000   |
| 1921. május 2.       | Newcastle United     | H     | Hyde Road       | 3 – 1            | Barnes (2), Warner        | 18 000   |
| 1921. május 7.       | Newcastle United     | A     | St James’ Park  | 1 – 1            | Browell                   | 40 000   |

### Tabella
| # | Csapat           | M  | Gy | D  | V  | LG | KG | GK  | P  |
| - | ---------------- | -- | -- | -- | -- | -- | -- | --- | -- |
| 1 | Burnley          | 42 | 23 | 13 | 6  | 79 | 36 | +43 | 59 |
| 2 | Manchester City  | 42 | 24 | 6  | 12 | 70 | 50 | +20 | 54 |
| 3 | Bolton Wanderers | 42 | 19 | 14 | 9  | 77 | 53 | +24 | 52 |
| 4 | Liverpool        | 42 | 18 | 15 | 9  | 63 | 35 | +28 | 51 |
| 5 | Newcastle United | 42 | 20 | 10 | 12 | 66 | 45 | +21 | 50 |

## FA-kupa
Első kör
| 1. csapat      | Eredmény | 2. csapat       |
| -------------- | -------- | --------------- |
| Crystal Palace | 2–0      | Manchester City |